# Beit Safafa

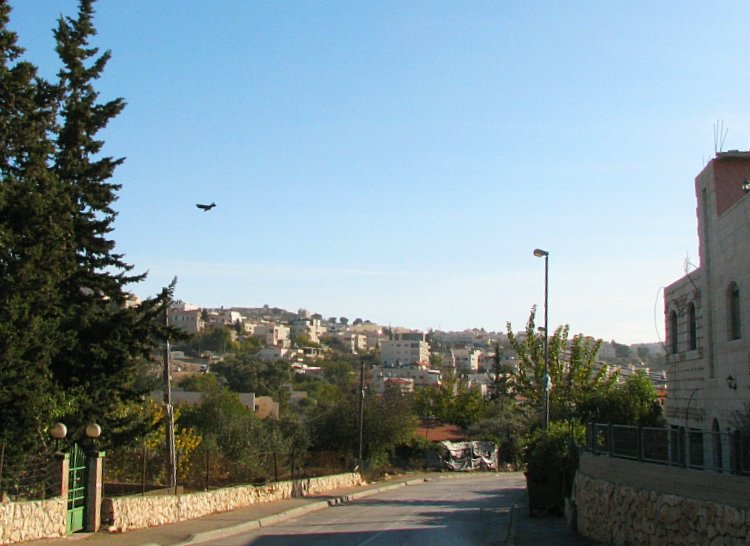
Beit Safafa en 2007.

Beit Safafa (en árabe: بيت صفافا, en hebreo: בית צפאפא, literalmente "Casa del verano" o "Casa de verjas estrechas") es, según el sistema administrativo israelí, un barrio palestino de Jerusalén atravesado por la Línea Verde, mientras que según el sistema administrativo palestino se trata de una localidad de la Gobernación de Jerusalén, en Cisjordania (Palestina). La mayor parte de la localidad se encuentra en Jerusalén Este, mientras que una pequeña parte de esta está ubicada en Jerusalén Oeste. En 2010, según la "Fundación para la Paz en Oriente Medio", Beit Safafa tenía una población de 5.463 habitantes y cubría una superficie de 1.577 dunams (1,57 kilómetros cuadrados); en 2012, la ONG palestino-israelí Ir Amim calculaba en 9.300 sus habitantes. En abril de 2013, el diario español El Mundo ofrecía la cifra de 11.000 habitantes.
A partir de los Acuerdos de Armisticio de 1949, la localidad se vio dividida por la Línea Verde, la frontera provisional entre Israel y la Cisjordania ocupada por Jordania. Hasta 1967, Jerusalén Este permaneció bajo control jordano mientras que la zona norte de la ciudad quedaba bajo control israelí. Desde la Guerra de los Seis Días de 1967, en la que Israel ocupó militarmente Jerusalén Este, Cisjordania, la Franja de Gaza, los Altos del Golán y la península del Sinaí, ambas partes de Beit Safafa se han reunificado y permanecen bajo ocupación israelí. 

## Historia

### Edad Media
Durante las Cruzadas, el nombre de la aldea era Bethafava o Bethsaphase. Balduino I otorgó la aldea como feudo a los Caballeros Hospitalarios poco antes de septiembre de 1110. Hay una torre en la localidad que data de tiempos de las Cruzadas.

### Imperio otomano
El Imperio Otomano incorporó a Beit Safafa en 1517 junto con el resto de Palestina, y en 1596 aparecía en los registros fiscales otomanos como una nahiya de Al-Quds (Jerusalén), perteneciente al liwa de Al-Quds. Tenía una población de 41 familias musulmanas y pagaba impuestos sobre el trigo, la cebada, aceitunas , uvas y árboles frutales, así como sobre cabras o colmenas.
El explorador francés Victor Guérin visitó la localidad en 1863 y la describió como una aldea con unas treinta casas, algunas de ellas muy antiguas y sólidamente construidas. Un recuento militar otomano de alrededor de 1870 mostraba que Beit Safafa tenía una población de 169 habitantes en un total de 41 casas, si bien el recuento solamente incluía a los hombres.
En 1883, el Estudio sobre Palestina Occidental del Fondo para la Exploración de Palestina describió a Beit Safafa como "una pequeña aldea sobre terreno plano, con un pozo hacia el norte".
En 1896, la población de Bet Safafa era de aproximadamente 180 personas.

### Mandato británico de Palestina

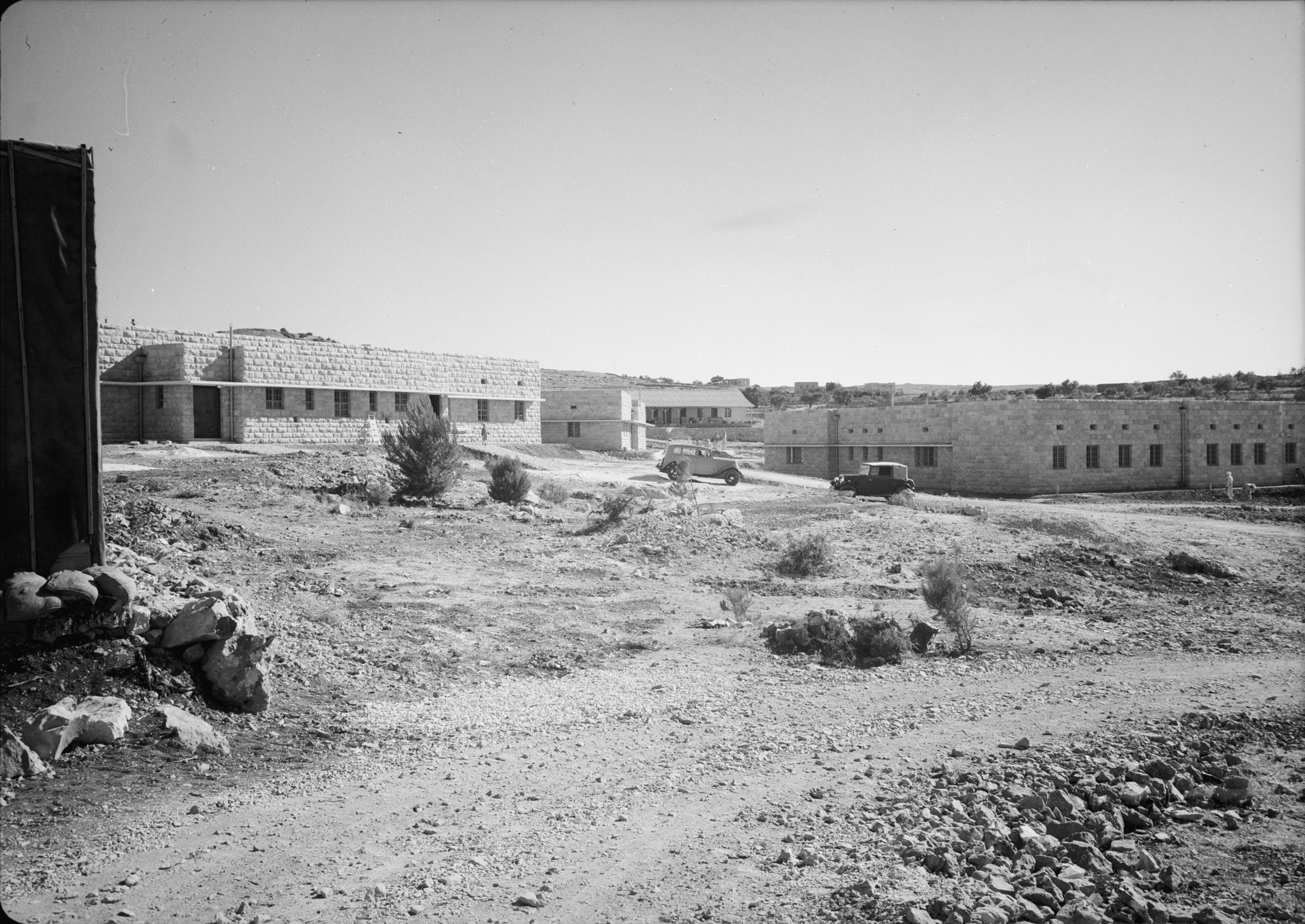
Hospital de aislamiento cerca de Beit Safafa (1939).

Durante las primeras tres décadas del siglo XX, numerosos habitantes de Beit Safafa (así como de Belén, Beit Jala y Beit Sahour) emigraron a Chile y sus descendientes constituyen hoy la mayor comunidad palestina fuera de Oriente Medio, con una población estimada de medio millón de personas.
Como resultado de la derrota otomana en la Primera Guerra Mundial, el Reino Unido se hizo con el control de Palestina e instauró en ella el Mandato británico de Palestina en 1919. Según un censo realizado en 1922, Beit Safafa tenía una población de 716 habitantes, todos ellos musulmanes, que crecieron hasta los 997 musulmanes y 24 cristianos en el censo de 1931.
En 1945, según un estudio oficial de tierra y población, Beit Safafa había seguido creciendo hasta los 1.410 habitantes, de los que 1.370 eran musulmanes y 40 cristianos, mientras que su superficie era de 3.314 dunams (3,314 kilómetros cuadrados). De estos, 1.030 dunams estaban dedicados a regadíos, 1.149 a cereales y 71 tenían consideración de zona urbana.

### Ocupación jordana

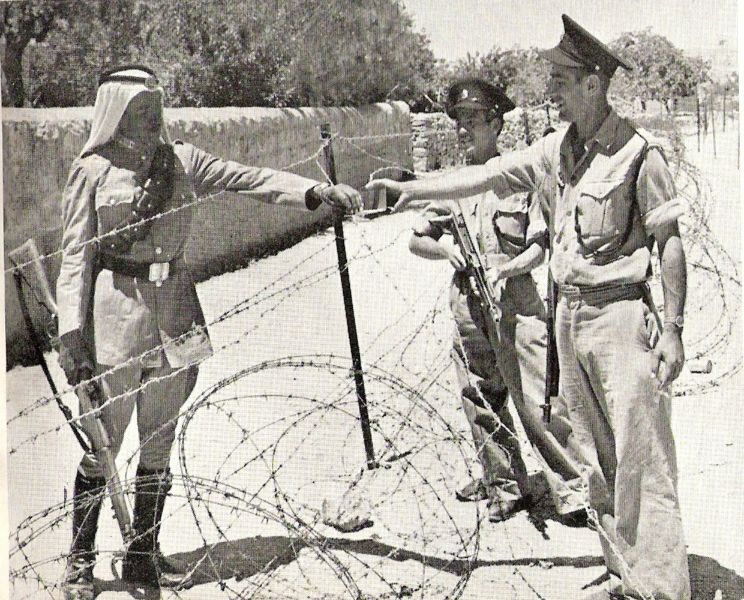
Un legionario jordano y un policía israelí estrechan sus manos a través de la Línea Verde a la altura de Beit Safafa.

La resolución 181 II de la Asamblea General de las Naciones Unidas, también conocida como Plan de Partición de Palestina, estableció el 29 de noviembre de 1947 la división del antiguo Mandato británico de Palestina en dos estados, uno árabe (Palestina) y otro judío (Israel). La zona de Jerusalén y Ramala, incluida Beit Safafa, quedaba encuadrada en un corpus separatum con una administración internacional. A raíz de la consiguiente guerra árabe-israelí de 1948, la ciudad de Beit Safafa quedó dividida. La parte sur quedó bajo ocupación de las tropas jordanas mientras que la parte norte, que originalmente había sido declarada tierra de nadie, fue transferida a Israel tras la firma de los Acuerdos de Armisticio de 1949. Posteriormente, Israel anexionó unilateralmente su parte de Beit Safafa al municipio de Jerusalén. La ONU no reconoce la titularidad israelí de Jerusalén y mantiene su estatus oficial de corpus separatum.
Tras la guerra, una sección del ferrocarril Jaffa-Jerusalén permaneció bajo control jordano. Tras los acuerdos de armisticio, se acordó que Jordania transferiría el control de esta sección del ferrocarril a Israel para permitir el restablecimiento del servicio ferroviario a Jerusalén. De esta manera, la línea del ferrocarril se convirtió en la frontera provisional entre la Cisjordania controlada por Jordania y el Jerusalén controlado por Israel. El servicio de la línea se restauró el 7 de agosto de 1949.
Durante el periodo en el que Beit Safafa estuvo dividido, se erigió una alambrada de más de medio metro de altura a través de la calle principal, guardada a ambos lados por los legionarios árabes jordanos y por soldados israelíes.

### Ocupación israelí

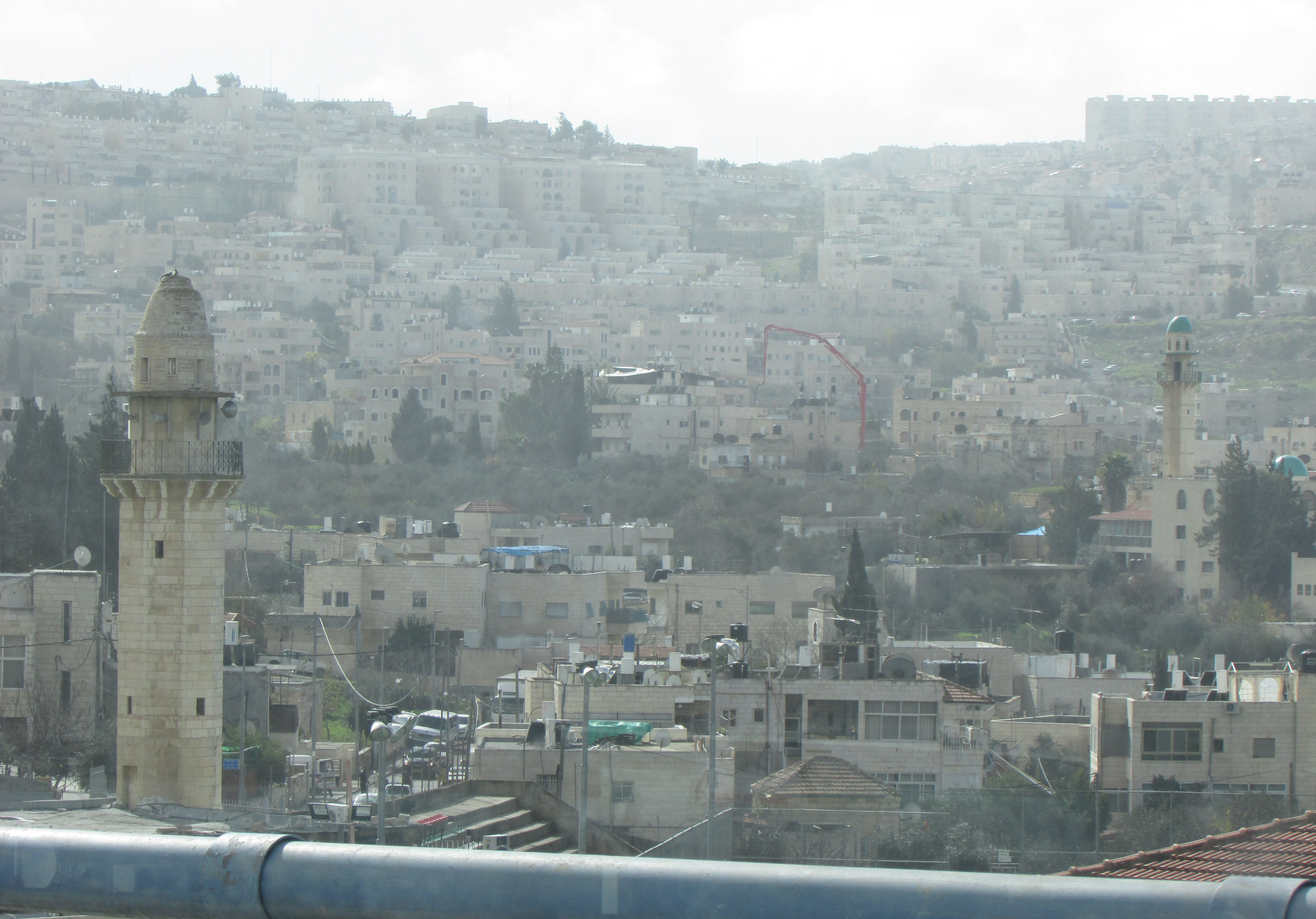
Beit Safafa (en la parte inferior) y Gilo (en la parte superior).

En 1967, después de la victoria de Israel en la Guerra de los Seis Días, Israel ocupó militarmente Jerusalén Este (incluida la mayor parte de Beit Safafa, que estaba en manos jordanas), Cisjordania, la Franja de Gaza, los Altos del Golán y la península del Sinaí. Salvo esta última, que fue devuelta a Egipto como parte de los Acuerdos de Paz de Camp David en 1979, el resto permanecen a día de hoy ocupadas por Israel. En el caso de Beit Safafa, Israel retiró la alambrada que dividía en dos la localidad. Pese a que Israel se anexionó formalmente Beit Safafa junto con el resto de Jerusalén Este en 1980, un movimiento que no ha reconocido ningún país del mundo y que ha sido condenado por numerosas resoluciones de la ONU, sus habitantes no recibieron la nacionalidad israelí sino que tienen estatus de "residentes permanentes", lo que no les permite votar en las elecciones nacionales. Otro proceso que tuvo lugar tras ocupación israelí de Beit Safafa fue el traslado de cristianos palestinos con nacionalidad israelí desde ciudades como Nazaret, Jaffa y la propia Jerusalén, así como de algunas familias judías. En 1995, el gobierno israelí expropió 134 acres de terrenos palestinos en Beit Safafa y Beit Hanina para construir una comisaría de policía y casas solo para judíos. En enero de 2022, tras diversos actos de presión por parte de grupos derechistas, el ayuntamiento de Jerusalén ordenó la demolición de la cúpula dorada de una mezquita local por haber sido construida sin los permisos pertinentes, algo que los habitantes de Beit Safafa denuncian como prácticamente imposible. Actualmente, Beit Safafa está considerado el barrio palestino más tranquilo de Jerusalén.

## Educación

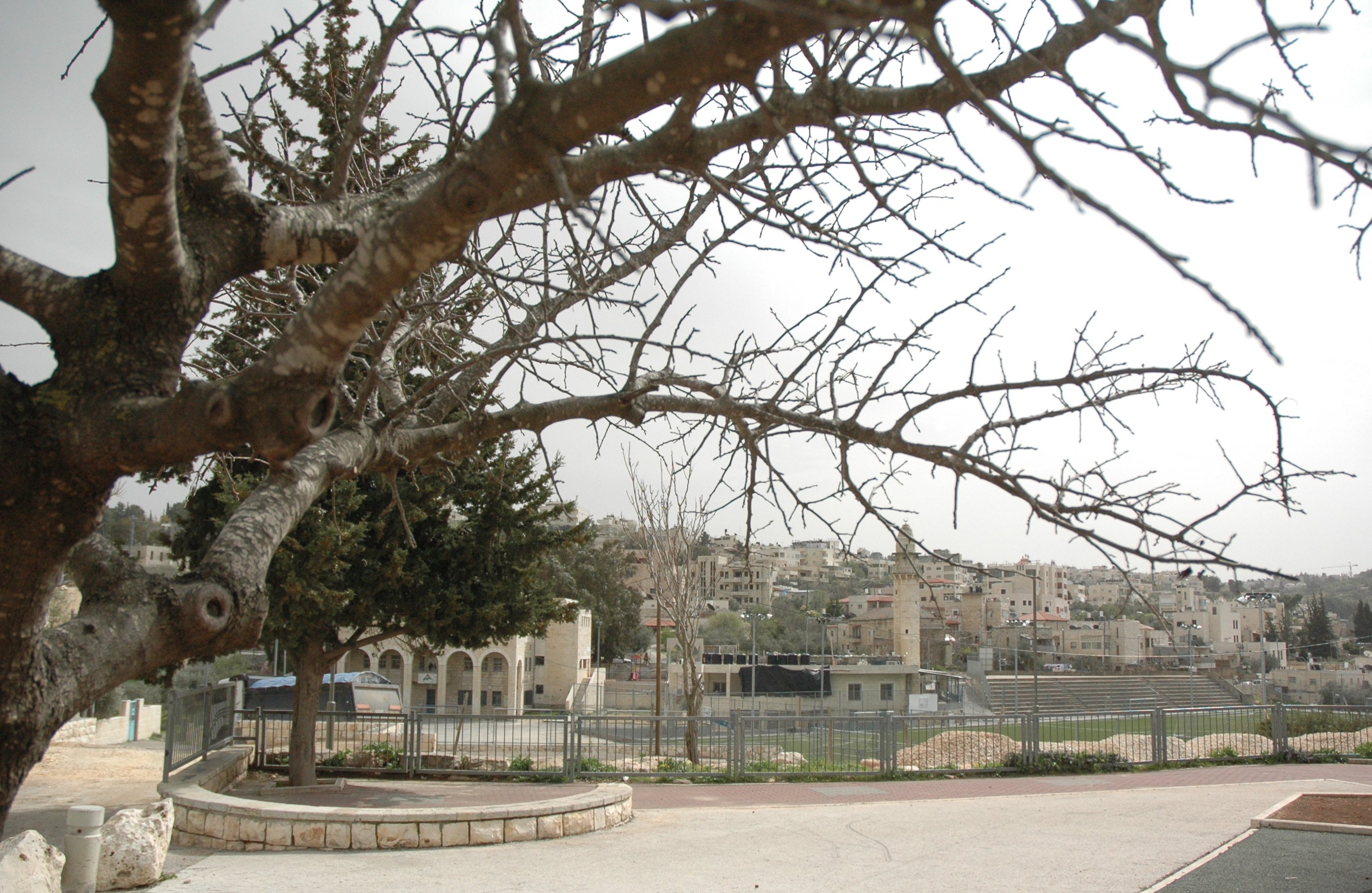
Beit Safafa vista desde un parque.

Hay tres escuelas en Beit Safafa; la Escuela Elemental de Beit Safafa, el Instituto de Beit Safafa y la Escuela al-Salam para niños con necesidades educativas especiales. Las escuelas de Beit Safafa siguen tanto el curriculum israelí (Bagrut) como el palestino (Tawjihi). En 1997 se fundó en Beit Safafa la Escuela Mano en Mano para la Educación Bilingüe. La escuela, que cuenta con el apoyo del Ministerio de Educación de Israel y del Ayuntamiento de Jerusalén, ofrece un programa escolar bilingüe en hebreo y árabe con clases comunes para los niños israelíes y palestinos. En 2012, un total de 530 niños árabes y judíos estaban matriculados en la escuela.
En 2012, Bakehila, una organización fundada por Erel Margalit de Jerusalem Venture Partners para ayudar a los niños de barrios subdesarrollados, inauguró un centro de enriquecimiento educativo en Beit Safafa. 

## Desarrollo urbano
En 2012 se anunció un plan de desarrollo urbano aprobado por el Ayuntamiento de Jerusalén que implicaba un proyecto de construcción de cuatro nuevas carreteras en Beit Safafa.  

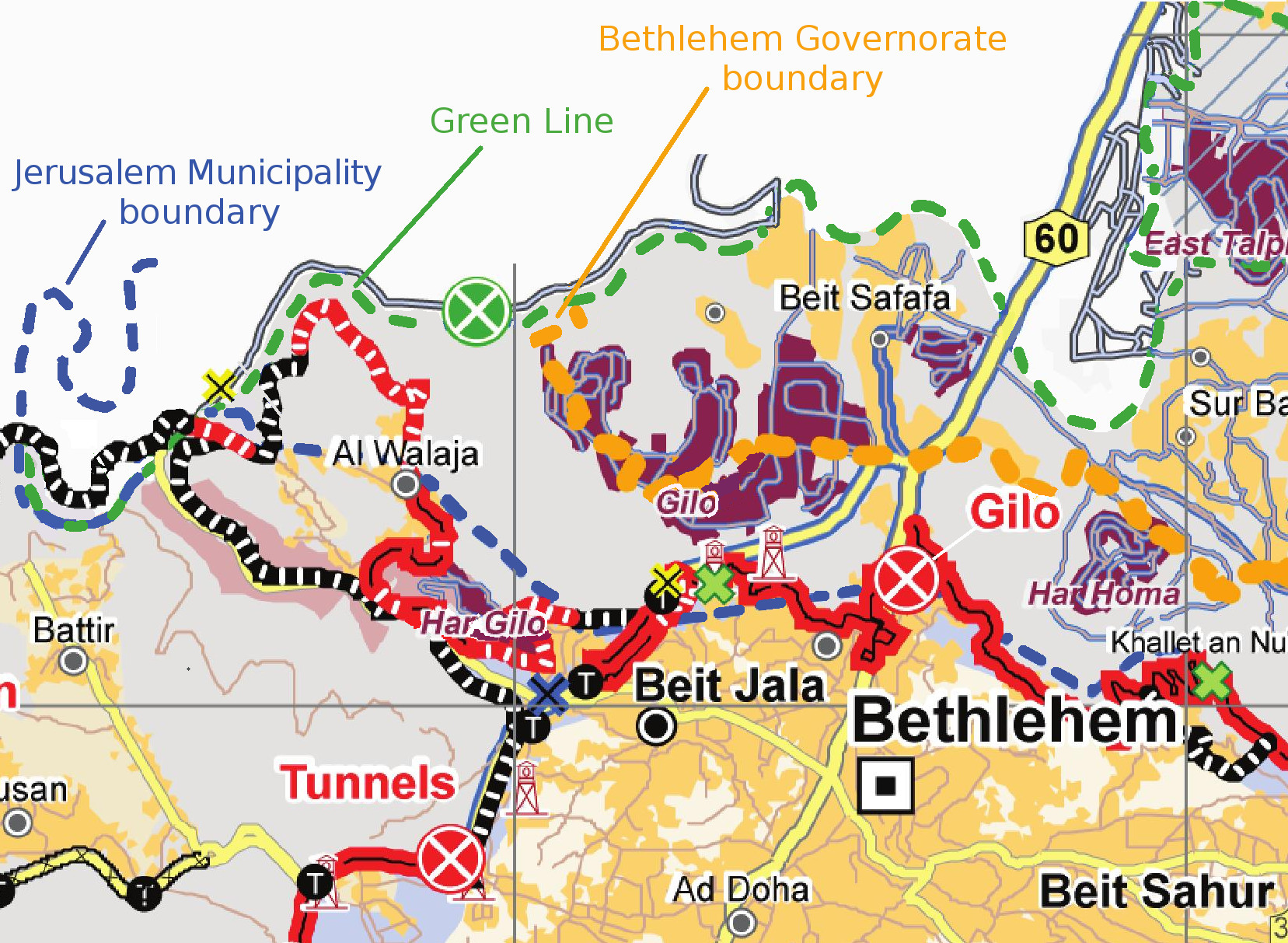
Zona circundante a Beit Safafa.

A comienzos de 2013, el Ayuntamiento de Jerusalén comenzó la construcción de una autovía de entre 6 y 11 carriles (entre 33 y 78 metros de ancho) que cortaría en dos Beit Safafa. El escritor israelí David Grossman escribió que el plan había sido aprobado sin control público y dañaría seriamente a la localidad. Los habitantes de Beit Safafa denunciaron que el plan era ilegal y que su construcción se había iniciado sin previo aviso. Tras apelar a los tribunales locales y al Tribunal Supremo de Israel, los residentes consiguieron detener el proyecto.
Naomi Tzur, vicealcalde de Jerusalén y responsable de la cartera de urbanismo, dijo que los habitantes de Beit Safafa estaban "aprovechándose de la situación política para convertir un problema local en un asunto internacional. Cuando los residentes de Beit Hakerem comenzaron su lucha contra su parte de la Autovía Begin, los medios internacionales no se interesaron por ellos. Esto es simplemente la lucha de unos vecinos contra su alcaldía por unas mejores compensaciones económicas y unas mejores infraestructuras, una lucha perfectamente justificable que es parte de una democracia". A estas afirmaciones respondió Nir Hasson, corresponsal del diario israelí Haaretz: "La Autopista Begin no atraviesa Beit Hakerem o cualquier otro barrio de Jerusalén. Bordea los barrios judíos pero parte en pedazos los barrios palestinos".
En junio de 2013, el Tribunal Supremo de Israel dictaminó que el trayecto de un kilómetro y medio que atravesaba Beit Safafa causaría un daño inaceptable a la calidad de vida de sus habitantes. Los abogados de dichos habitantes comentaron que una solución aceptable sería la construcción de un túnel insonorizado que soterrase la autovía y protegiese la integridad geográfica de la localidad.

## Arqueología
En Beit Safafa se han encontrado numerosas prensas de vino que datan de la Edad del Hierro. En una excavación de rescate realizada en la localidad se encontraron 50 tumbas de la época del Segundo Templo, 41 de las cuales fueron excavadas.